# Oceanodroma homochroa
Oceanodroma homochroa е вид птица от семейство Hydrobatidae. Видът е застрашен от изчезване.

## Разпространение
Видът е разпространен в Мексико и САЩ.